# Джерсійський гігант
Джерсі́йський гіга́нт — рідкісна і найбільша м'ясо-яєчна порода курей у світі, родом зі Сполучених Штатів Америки. Виділяється розмірами і густим оперенням. Стандарт породи зафіксовано 1992 року. Кури цієї породи, створеної в кінці XIX століття, настільки великі, що не здатні подолати загорожу.

## Історія походження породи
Вперше цю породу курей почали розводити 1870 року Джон і Томас Блеки в Берлінгтоні, штат Вермонт, США з метою замінити індичку. 1915 року заводчик Декстер П. Ухам із Нью-Джерсі, США, назвав цю породу Джерсійський гігант. Стандарт породи зафіксовано 1992 року.
Породу отримано схрещуванням курей порід орпінгтон, темна брама, чорна ява і чорний лангшан, таким чином отримано чорне забарвлення. Чорний колір додано до Стандарту досконалості (АСС) Американської асоціації птахівників 1922 року.
В 1950-х роках отримано білий колір (1947 року додано в АСС, а 1994 року визнано в Німеччині). 1980 року в Англії — синій мереживний (2002 року додано в АСС).
Чорний затверджено 1947 року, блакитний — 2003 року (виведено у Великій Британії).
В Англію породу завезено 1921 року.
Щоб зберегти стандарти породи, рекламувати її і займатися подальшим вирощуванням, створено «Національний клуб любителів джерсійських гігантів» (англ. National Jersey Giant Club), який займається породою.

## Опис
Ця порода відрізняється міцною статурою. Гребінь у півнів великий, з 6 зубцями, у курей трохи менший. Голова також велика (у півнів). Оперення густе. Кури та півні породи дуже спокійні і стрес не заважає яйцекладці. Кури мають інстинкт насиджування і материнський інстинкт. Однак він проявляється не у всіх несучок. Окрім того, кури можуть роздавити яйця власною вагою. Порода морозостійка, єдині слабкі місця — гребінь і сережки, тому не варто випускати курей на вулицю за морозу нижче 5° С. Оперення рідке, м'яке і важке. Зріст півнів — 60-65 см, курей — 45-50 см, маса півнів у 1,5 року — 5,8—6,3 кг, маса курей — 4,4—4,5 кг, найбільші досягають маси до 5 кг Для курей цієї породи не потрібні високі огорожі, оскільки для них огорожа метрової висоти — нездоланна перешкода.
Чорні джерсійські гіганти в середньому на 0,5 кг важчі від білих. Хоча нинішні розміри породи значні, у минулому вони були ще важчі. Якийсь час м'ясна промисловість вирощувала їх як каплунів і бройлерів. Вони ростуть значно повільніше, ніж поширеніші нині м'ясні породи птахів, тому не так широко використовуються у м'ясній промисловості.

## Продуктивність
Найбільша курка в світі. Жива маса: півні 5—6 кг, кури — 3,5—4,5 кг. Деякі півні досягають маси в 6,5 і вище кг, але такі особини зустрічаються нечасто і вага не дає їм нормально запліднити курей. Чиста маса півнів у рік — 3,8—4 кг, курей — 2,5—3,1 кг. М'ясо найсмачніше в перший рік життя. Несучість вища від середньої: 165—180, іноді і 200 яєць. Згідно зі стандартом, півні мають важити 5,9—6,3 кг, а кури — 4,5 кг. Активний набір маси триває до 5 місяців, і далі на м'ясо утримувати курей не рентабельно. Зростання триває до 1,5 року.

## Характер
Кури та півні відрізняються відносно м'яким характером. Однак якщо не дотримуватись правил (див. нижче), то півні можуть стати агресивними.
1. Потрібно мати не менше ніж 0,33 м2 на пташку, або, що те ж саме, тримати не більше ніж за 2—3 курки на 1 м2. Що крупніші кури, то більше місця потрібно.
2. На сідалі, треба мати 30—35 см на курку, або більше, якщо кури великі.

За таких умов півні будуть спокійними, і не нападатимуть ні один на одного, ні на людей.